# Kang
Kang é uma vila localizada no distrito de Kgalagadi em Botswana. Possuía, em 2011, uma população estimada de 5 985 habitantes. É a maior vila do subdistrito Kgalagadi North.